# Рубиген
Рубиген (нем. Rubigen) — коммуна в Швейцарии, в кантоне Берн. 
Входит в состав округа Конольфинген. Население составляет 2581 человек (на 31 декабря 2006 года). Официальный код — 0623.